# La Familia
La Familia è un gruppo musicale rap rumeno formatosi nel 1995. Hanno ottenuto rilevanza a livello nazionale, rendendo celebre il loro stile di gangsta rap simile a quello di B.U.G. Mafia, ma differente rispetto a quello di R.A.C.L.A. o di Paraziții. Il gruppo è diventato celebre quando uno dei suoi membri, Tudor Sișu, è stato arrestato a fine 2003 per traffico di droga, a cui è seguita una faida pubblica con B.U.G. Mafia.

## Storia del gruppo
È formata da due membri Dragoș "Puya" Gardescu e Tudor Sișu. È una delle formazioni più apprezzate in Romania ed Europa grazie al loro stile originale. Gli argomenti più trattati nelle liriche dei loro brani sono la vita sulle strade, l'attacco contro il sistema politico, la criminalità e i problemi di periferia. Sono ispirati a questi argomenti a causa della loro infanzia, poiché sono cresciuti nelle pericolose periferie di Bucarest. I quattro album pubblicati sono editi da Cat Music, la principale etichetta discografica di musica romena.
Nel 2003 Sișu è stato arrestato per uso di droga ed è stato condannato a 3 anni di prigione, un duro colpo  per la formazione. Nel 2005 è stato liberato con la condizionale ma in poco tempo è ritornato in prigione per il ritrovamento di grandi quantità di droga appena dopo 6 mesi dopo la sua scarcerazione.

## Discografia

### Album
- 1997 - Băieți de Cartier (Cat Music)[5]
- 1998 - Nicăieri nu-i ca acasă (Cat Music)[6]
- 1999 - Bine ai venit în Paradis (Cat Music)[7]
- 2003 - Punct și de la capăt (Cat Music)[8]

### Altro
- 1999 - Dumnezeu e băiat de cartier (Maxi-Single)
- 2000 - Ca la noi (EP)
- 2000 - Sișu - Strada mea (Solo LP)
- 2001 - Familiarizează-te (LP)
- 2002 - Puya - Până la capăt în felul meu (Solo LP - Non pubblicato)
- 2003 - Zi de zi (Maxi Single)
- 2003 - Viață Bună (Maxi Single)
- 2004 - Foame de bani (LP)
- 2005 - Pune-i la pământ (Maxi-Single)
- 2006 - O mare familie (LP)
- 2007 - De 10 ani tot în familie (LP - Best Of)
- 2008 - Puya - Muzică de Tolăneală & Depravare (Solo LP)
- 2009 - Puya - Românisme partea I (Solo LP)
- 2009 - Puya - Românisme partea II (Solo LP)
- 2009 - Sișu - Vacanță în Mexic (Solo LP)